# جوي ماكس
جوي ماكس (بالإنجليزية: Joymax)‏، هي شركة كورية جنوبية لإنتاج وتطوير ألعاب الفيديو، تأسست سنة 1971، وأعيد تأسيسها سنة 2004، وتقع مقرها في العاصمة الكورية الجنوبية سيؤل.